# قرية الرقيم (الرجيب)
قرية الرقيم أو الرجيب هي قرية أردنية تقع شمال غرب محافظة عمان في المملكة الأردنية الهاشمية، وفيها يقع كهف كهف الرقيم. وقد تم تغيير اسم قرية الرجيب إلى اسم الرقيم بتاريخ 19 فبراير 1977. 